# Indian Super League 2015
Navigation
Édition précédente Édition suivante
L'Indian Super League 2015 est la 2d saison de l'Indian Super League, le championnat professionnel de football d'Inde. Elle est composée de huit équipes.
La saison régulière débute le 3 octobre et se finit le 20 décembre. Les séries éliminatoires ont lieu dans la foulée. Le championnat sacre le Chennaiyin Football Club pour cette seconde saison.

## Les 8 franchises participantes

### Carte
| \| Atlético de Kolkata Chennaiyin FC FC Goa Mumbai City FC FC Pune City NorthEast United FC Delhi Dynamos FC Kerala Blasters FC \| Localisation des clubs de l'Indian Super League 2015 |
| Atlético de Kolkata Chennaiyin FC FC Goa Mumbai City FC FC Pune City NorthEast United FC Delhi Dynamos FC Kerala Blasters FC                                                            |

### Participants
| Atlético Kolkata | Kolkata, West Bengal | Salt Lake Stadium              | Antonio López Habas | Hélder Postiga  |
| Chennaiyin       | Chennai, Tamil Nadu  | Jawaharlal Nehru Stadium       | Marco Materazzi     | Elano Blumer    |
| Delhi Dynamos    | Delhi                | Jawaharlal Nehru Stadium       | Roberto Carlos      | Roberto Carlos  |
| FC Goa           | Margao, Goa          | Fatorda Stadium                | Zico                | Lúcio           |
| Kerala Blasters  | Kochi, Kerala        | Jawaharlal Nehru Stadium       | Terry Phelan        | Carlos Marchena |
| Mumbai City      | Mumbai, Maharashtra  | DY Patil Stadium               | Nicolas Anelka      | Nicolas Anelka  |
| NorthEast United | Guwahati, Assam      | Indira Gandhi Athletic Stadium | César Farías        | Simão Sabrosa   |
| Pune City        | Pune, Maharashtra    | Balewadi Stadium               | David Platt         | Adrian Mutu     |

## Saison régulière
| Rang | Équipe              | Pts | J  | G | N | P | Bp | Bc | Diff |
| ---- | ------------------- | --- | -- | - | - | - | -- | -- | ---- |
| 1    | FC Goa              | 25  | 14 | 7 | 4 | 3 | 29 | 20 | +9   |
| 2    | Atlético de Kolkata | 23  | 14 | 7 | 2 | 5 | 26 | 17 | +9   |
| 3    | Chennaiyin FC       | 22  | 14 | 7 | 1 | 6 | 25 | 15 | +10  |
| 4    | Delhi Dynamos FC    | 22  | 14 | 6 | 4 | 4 | 18 | 20 | -2   |
| 5    | NorthEast United FC | 20  | 14 | 6 | 2 | 6 | 18 | 23 | -5   |
| 6    | Mumbai City FC      | 16  | 14 | 4 | 4 | 6 | 16 | 26 | -10  |
| 7    | FC Pune City        | 15  | 14 | 4 | 3 | 7 | 17 | 23 | -6   |
| 8    | Kerala Blasters FC  | 13  | 14 | 3 | 4 | 7 | 22 | 27 | -5   |

- Franchise qualifiée pour les séries éliminatoires

### Résultats
| Résultats (▼dom., ►ext.)                                   | ATL | CHE | DEL | GOA | KER | MUM | NOR | PUN |
| Atlético de Kolkata                                        |     | 2-1 | 0-1 | 4-0 | 2-1 | 2-3 | 0-1 | 4-1 |
| Chennaiyin Football Club                                   | 2-3 |     | 4-0 | 0-2 | 4-1 | 3-0 | 1-2 | 2-1 |
| Delhi Dynamos Football Club                                | 1-1 | 1-0 |     | 2-3 | 3-3 | 1-1 | 1-1 | 3-1 |
| Football Club Goa                                          | 1-1 | 0-4 | 2-0 |     | 2-1 | 7-0 | 1-1 | 1-1 |
| Kerala Blasters                                            | 2-3 | 1-1 | 0-1 | 1-5 |     | 0-0 | 3-1 | 2-0 |
| Mumbai City Football Club                                  | 1-4 | 0-2 | 2-0 | 2-0 | 1-1 |     | 5-1 | 0-0 |
| NorthEast United                                           | 1-0 | 2-0 | 1-2 | 1-3 | 1-4 | 2-0 |     | 3-2 |
| FC Pune City                                               | 1-0 | 0-1 | 1-2 | 2-2 | 3-2 | 3-1 | 1-0 |     |
| - Victoire à domicile - Match nul - Victoire à l'extérieur |     |     |     |     |     |     |     |     |

## Séries éliminatoires

### Règlement
Les demi-finales se déroulent par match aller-retour, avec match retour chez l'équipe la mieux classée. La règle du but à l'extérieur est introduite. Ainsi, en cas d'égalité de buts à l'issue des deux matchs, l'équipe qui aura inscrit le plus de buts à l'extérieur se qualifie. Sinon, une prolongation de deux périodes de 15 minutes a alors lieu. Cette règle ne s'applique pas à la prolongation. Ainsi, quel que soit le nombre de buts inscrits en prolongation, si les deux équipes restent à égalité, une séance de tirs au but a lieu.
La finale se déroule en un seul match, avec prolongations et tirs au but pour départager si nécessaire les équipes.

### Tableau
|  | Demi-finales           | Demi-finales           | Demi-finales           | Demi-finales           |        |        | Finale           | Finale           | Finale           | Finale           |
|  |                        |                        |                        |                        |        |        |                  |                  |                  |                  |
|  | 11 et 15 décembre 2015 | 11 et 15 décembre 2015 | 11 et 15 décembre 2015 | 11 et 15 décembre 2015 |        |        | 20 décembre 2015 | 20 décembre 2015 | 20 décembre 2015 | 20 décembre 2015 |
|  | FC Goa                 | FC Goa                 | 0                      | 3                      |        |        | 20 décembre 2015 | 20 décembre 2015 | 20 décembre 2015 | 20 décembre 2015 |
|  | FC Goa                 | FC Goa                 | 0                      | 3                      |        |        | 20 décembre 2015 | 20 décembre 2015 | 20 décembre 2015 | 20 décembre 2015 |
|  | Delhi Dynamos FC       | Delhi Dynamos FC       | 1                      | 0                      |        |        | 20 décembre 2015 | 20 décembre 2015 | 20 décembre 2015 | 20 décembre 2015 |
|  | Delhi Dynamos FC       | Delhi Dynamos FC       | 1                      | 0                      | FC Goa | FC Goa | 2                | 2                |                  |                  |
|  | 12 et 16 décembre      |                        |                        |                        | FC Goa | FC Goa | 2                | 2                |                  |                  |
|  |                        |                        | Chennaiyin FC          | Chennaiyin FC          | 3      | 3      |                  |                  |                  |                  |
|  | Atlético de Kolkata    | Atlético de Kolkata    | Chennaiyin FC          | Chennaiyin FC          | 3      | 3      | 0                | 2                |                  |                  |
|  | Atlético de Kolkata    | Atlético de Kolkata    |                        |                        |        |        |                  | 2                |                  |                  |
|  | Chennaiyin FC          | Chennaiyin FC          | 3                      | 1                      |        |        |                  |                  |                  |                  |
|  | Chennaiyin FC          | Chennaiyin FC          | 3                      | 1                      |        |        |                  |                  |                  |                  |

### Résultats

#### Demi-finales
| 11 décembre 2015 | Delhi Dynamos FC | 1 - 0 | FC Goa    | Jawaharlal Nehru Stadium, Delhi |                      |
| 19h00            |                  |       | 42e Singh | Spectateurs : 23 874            | Spectateurs : 23 874 |
| 19h00            | (rapport)        |       |           | Spectateurs : 23 874            | Spectateurs : 23 874 |

| 16 décembre 2015 | FC Goa                                   | 3 - 0 | Delhi Dynamos FC | Fatorda Stadium, Goa |                      |
| 19h00            | Jofre 11e · Rafael Coelho 27e · Dudu 84e |       |                  | Spectateurs : 19 796 | Spectateurs : 19 796 |
| 19h00            | (rapport)                                |       |                  | Spectateurs : 19 796 | Spectateurs : 19 796 |

| 12 décembre 2015 | Chennaiyin FC                                | 3 - 0 | Atlético de Kolkata | Shree Shiv Chhatrapati Sports Complex, Pune |                      |
| 19h00            | Pelissari 38e · Lalpekhlua 57e · Mendoza 68e |       |                     | Spectateurs : 23 874                        | Spectateurs : 23 874 |
| 19h00            | (rapport)                                    |       |                     | Spectateurs : 23 874                        | Spectateurs : 23 874 |

| 16 décembre 2015 | Atlético de Kolkata  | 2 - 1 | FC Goa    | Salt Lake Stadium, Kolkata |                      |
| 19h00            | Lekić 22e · Hume 87e |       | 90e Fikru | Spectateurs : 68 340       | Spectateurs : 68 340 |
| 19h00            | (rapport)            |       |           | Spectateurs : 68 340       | Spectateurs : 68 340 |

#### Finale de l'ISL 2015
| 20 décembre 2015 | FC Goa                 | 2 - 3 | Atlético de Kolkata                                 | Fatorda Stadium, Goa                            |                                                 |
| 19h00            | Haokip 58e · Jofre 87e |       | 54e Pelissari · 90e (csc) Kattimani · 90+1e Mendoza | Spectateurs : 18 477 Arbitrage : Yudai Yamamoto | Spectateurs : 18 477 Arbitrage : Yudai Yamamoto |
| 19h00            | (rapport)              |       |                                                     | Spectateurs : 18 477 Arbitrage : Yudai Yamamoto | Spectateurs : 18 477 Arbitrage : Yudai Yamamoto |

## Statistiques individuelles

### Meilleurs buteurs
| Rang | Joueur              | Club                | Buts |
| ---- | ------------------- | ------------------- | ---- |
| 1    | John Stiven Mendoza | Chennaiyin FC       | 13   |
| 2    | Iain Hume           | Atlético de Kolkata | 11   |
| 3    | Reinaldo            | Goa                 | 7    |
| 3    | Sunil Chhetri       | Mumbai City         | 7    |
| 5    | Antonio German      | Kerala Blasters     | 6    |
| 5    | Chris Dagnall       | Kerala Blasters     | 6    |
| 5    | Jeje Lalpekhlua     | Chennaiyin          | 6    |
| 8    | Nicolás Vélez       | NorthEast United    | 5    |
| 8    | Arata Izumi         | Atlético de Kolkata | 5    |

### Liste descoups du chapeau
| Joueur              | Club                | Adversaire       | Résultat | Date              |
| ------------------- | ------------------- | ---------------- | -------- | ----------------- |
| John Stiven Mendoza | Chennaiyin          | Goa              | 4–0      | 11 octobre 2015   |
| Sunil Chhetri       | Mumbai City         | NorthEast United | 5–1      | 28 octobre 2015   |
| Iain Hume           | Atlético de Kolkata | Mumbai City      | 4–1      | 1er novembre 2015 |
| Dudu Omagbemi       | Goa                 | Mumbai City      | 7–0      | 17 novembre 2015  |
| Thongkhosiem Haokip | Goa                 | Mumbai City      | 7–0      | 17 novembre 2015  |
| John Stiven Mendoza | Chennaiyin          | Kerala Blasters  | 4–1      | 21 novembre 2015  |
| Iain Hume           | Atlético de Kolkata | Pune City        | 4–1      | 27 novembre 2015  |
| Reinaldo            | Goa                 | Kerala Blasters  | 5–1      | 29 novembre 2015  |

## Récompenses de la saison[3]
| Trophée                      | Joueur              | Club                |
| ---------------------------- | ------------------- | ------------------- |
| Meilleur joueur du tournoi   | John Stiven Mendoza | Chennaiyin FC       |
| Fittest player of the League | Iain Hume           | Atlético de Kolkata |
| Meilleur buteur              | John Stiven Mendoza | Chennaiyin FC       |
| Meilleur gardien de but      | Apoula Edel         | Chennaiyin FC       |
| Meilleur joueur indien       | Jeje Lalpekhlua     | Chennaiyin FC       |
| Prix du Fair-play            | Mumbai City FC      | Mumbai City FC      |